# Anne-Constance de Brockdorff

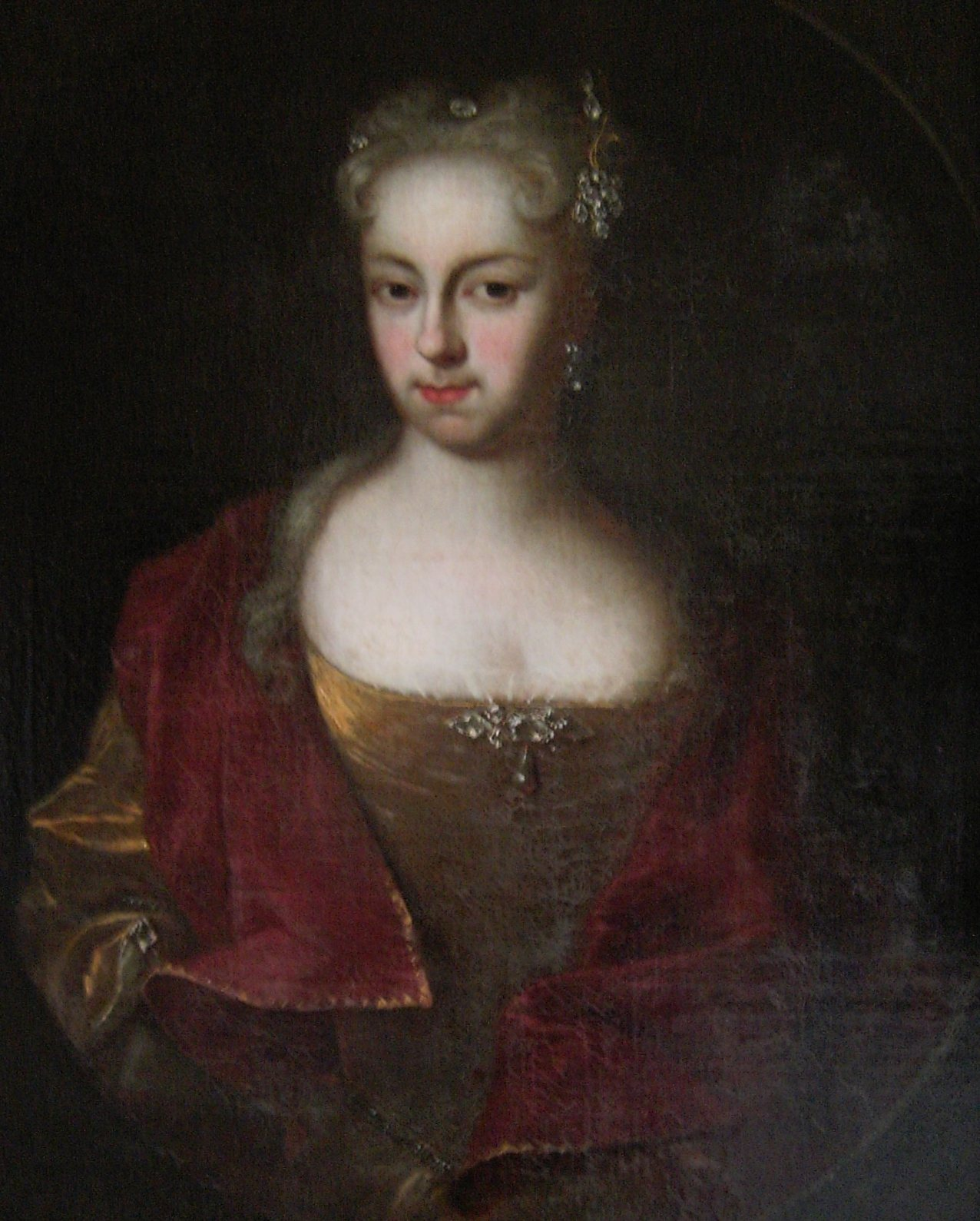
Anne-Constance peu après son mariage avec Adolf Magnus de Hoym

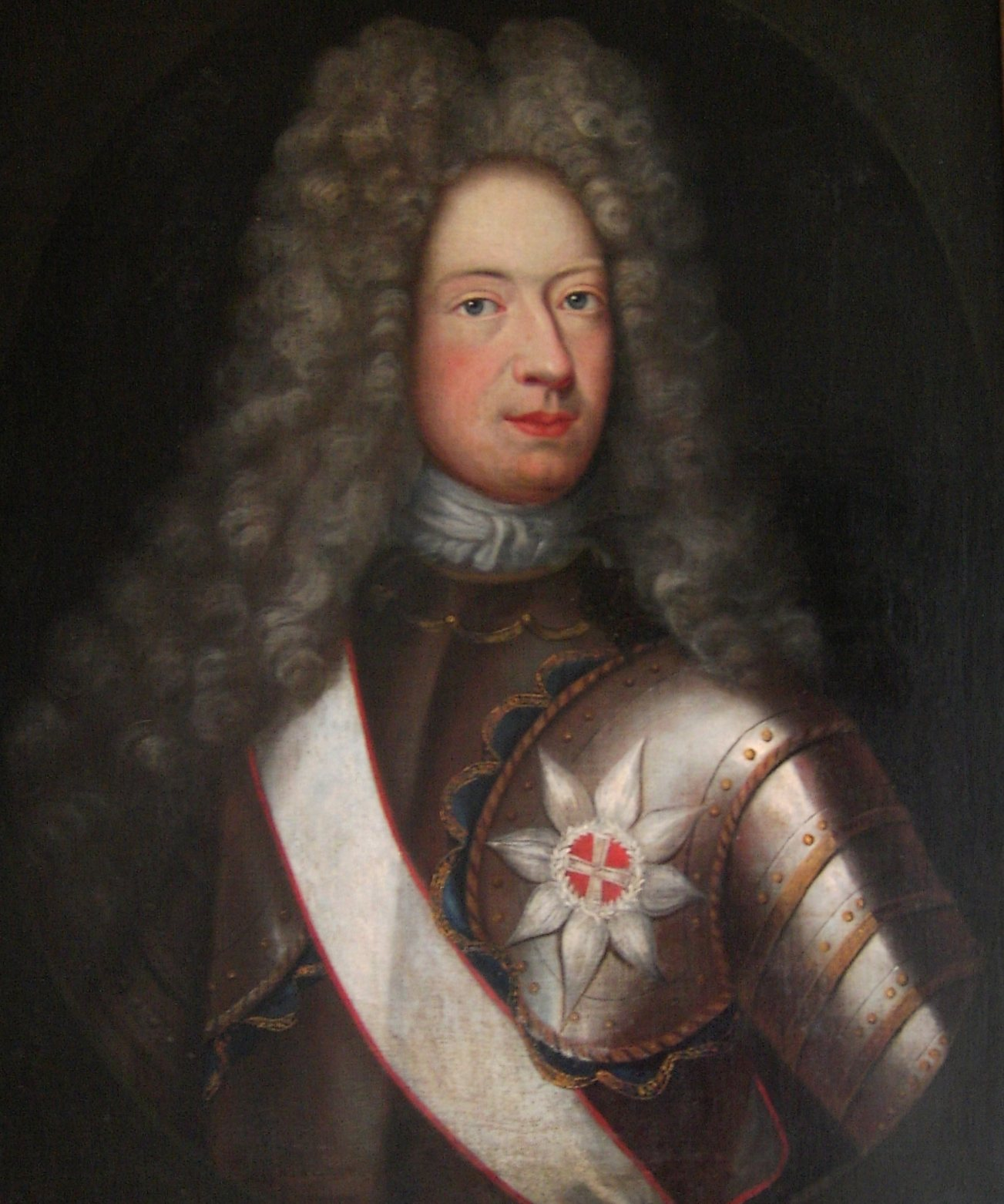
Adolf Magnus d'Hoym

Anne-Constance de Brockdorff, comtesse de Cosel, née le 17 octobre 1680 à Depenau, morte le 31 mars 1765 à Stolpen, est la fille du colonel Joachim de Brockdorff de Deppenau, officier au service du Danemark. Elle fut la maîtresse et favorite d'Auguste II, prince saxon devenu roi de Pologne en 1697.

## Biographie
En 1694, Anne-Constance parfait son éducation au château de Gottorf à Schleswig résidence de Christian- Albert, duc de Holstein-Gottorp. Devenue dame d'atours de la princesse Sophie-Amélie de Holstein à quatorze ans, elle accompagne celle-ci à Wolfenbüttel en Basse-Saxe (Allemagne), pour célébrer le mariage du prince héréditaire Auguste-Guillaume de Brunswick-Lunebourg, fils héritier du duc Antoine-Ulrich de Brunswick. 
Anne-Constance de Brockdorff épouse en 1699 le comte Adolf Magnus d'Hoym, frère du comte Henry de Hoym. Elle est présentée à la cour du roi qu'elle subjugue par sa beauté et suscite la convoitise d'Auguste II qui en fait sa favorite. 
Confrontée à la jalousie de son mari blessé dans son amour-propre, Anne-Constance choisit la lucrative place de favorite royale. Elle se sépare de son époux, puis exige que le roi se sépare de sa maîtresse du moment, la princesse de Teschen, qu'il lui verse une pension annuelle de 100 000 thalers et la promesse écrite qu'il l'épousera si la reine venait à mourir. Des palais sont également édifiés et de somptueuses réceptions sont données en son honneur. Elle est faite comtesse de Cosel et obtient un hôtel particulier de 200 000 thalers, ainsi qu'une résidence d'été, le château de Pillnitz (ancienne demeure de la comtesse de Rochiltz).
Sa beauté était indiscutable, mais on la disait dépensière et hautaine. Elle était racée et très dominatrice, ce qui la poussa à obtenir du roi de se débarrasser du comte de Beichling qui critiquait la générosité du roi envers elle. Après cet incident, les autres détracteurs et courtisans se turent, sauf quelques ministres luthériens intransigeants protégés par leurs chaires.
Auguste II devant guerroyer avec l'empereur Pierre le Grand à la bataille de Poltava du 8 juillet 1709, il emmène la princesse de Teschen (Ursule-Catherine de Boukom était la fille d'un stolnik de Lituanie et la nièce du cardinal Radzeijowski). La princesse de Teschen est accompagnée pour l'aider dans ces tractations, d'Henri-Jacques Flemming et de Frédéric de Witzihum. Pour écarter la comtesse de l'entourage du souverain, ils le persuadent que, pour des raisons politiques, il serait souhaitable qu'il ait deux maîtresses, une polonaise et l'autre allemande. La comtesse de Doendorf, fille du comte Bielinski, maréchal de la cour, fut l'une des élues, mais posa comme condition l'éloignement de la très jalouse comtesse de Cosel.
Le prince de Furstenberg, ennemi de la comtesse, fut chargé de l'éloigner de Dresde et de la sommer de se retirer au château de Pillnitz. Redoutant d'être emprisonnée, elle s'enfuit à Berlin, puis à Halle, mais la cour de Prusse l'exile vers le château de Stolpen en Saxe le 21 décembre 1716, où elle finit ses jours.
On aménagea alors la tour, appelée tour Cosel, avec du mobilier des anciens évêques de Meissen, diocèse dont dépendait Stolpen. Passionnée par l'alchimie, elle s'intéressa aux forces mystérieuses et fit traduire en allemand le traité en cinq chapitres rabbiniques de Pirke Avot pour dit-on, un louis d'or par page. Très économe, une rumeur persiste après sa mort : on dit que les douves ou les souterrains du château renferment un trésor.

## Descendance
Trois enfants naîtront de l'union d'Anne-Constance de Brockdorff et d'Adolphe-Magnus d'Hoym :
- Augusta-Constance, née le 24 février 1708 et morte le 3 février 1728, qui épouse le comte Henri-Frédéric de Friesen, ministre de cabinet général et gouverneur de Dresde.
- Frédérique-Alexandrine, née le 27 octobre 1709 et morte le 16 décembre 1787 à Dresde, qui épouse le comte Antoine Moscinski, trésorier de la couronne polonaise.
- Frédéric-Antoine comte de Cosel de Sabor et Deppeneau, né le 17 octobre 1712 et mort le 13 octobre 1770, qui épouse Frédérique-Christine, fille du président du consistoire, le comte Chrétien-Gottlieb de Holzendorf. Frédéric-Antoine fut général en chef des gardes du corps et chevalier de l'Aigle Blanc.

## Filmographie
- (pl) : Hrabina Cosel (6 septembre 1968) - Réalisateur : Jerzy Antczak - D'après l'œuvre de Józef Ignacy Kraszewski